# Cartí Sugdupu
Pour les articles homonymes, voir Carti.
Cartí Sugdupu est une île et un corregimiento de l'archipel de San Blas (comarque indigène de Guna Yala, Panama). Comme les trois autres îles Cartí, elle est située à deux kilomètres de la côte panaméenne.
En 2010, la localité comptait 927 habitants.
Dès 2017, la population de l'île se prépare à se transférer sur le continent en raison de l'élévation du niveau de la mer, résultant du changement climatique. Le 29 mai 2024, les quelque 300 familles de l'île (près de 1 400 personnes) reçoivent les clés de leurs nouvelles maisons, dans un village construit spécialement pour elles sur le continent ; elles commencent à y emménager dès le 3 juin.